# Red Dawn (2012)

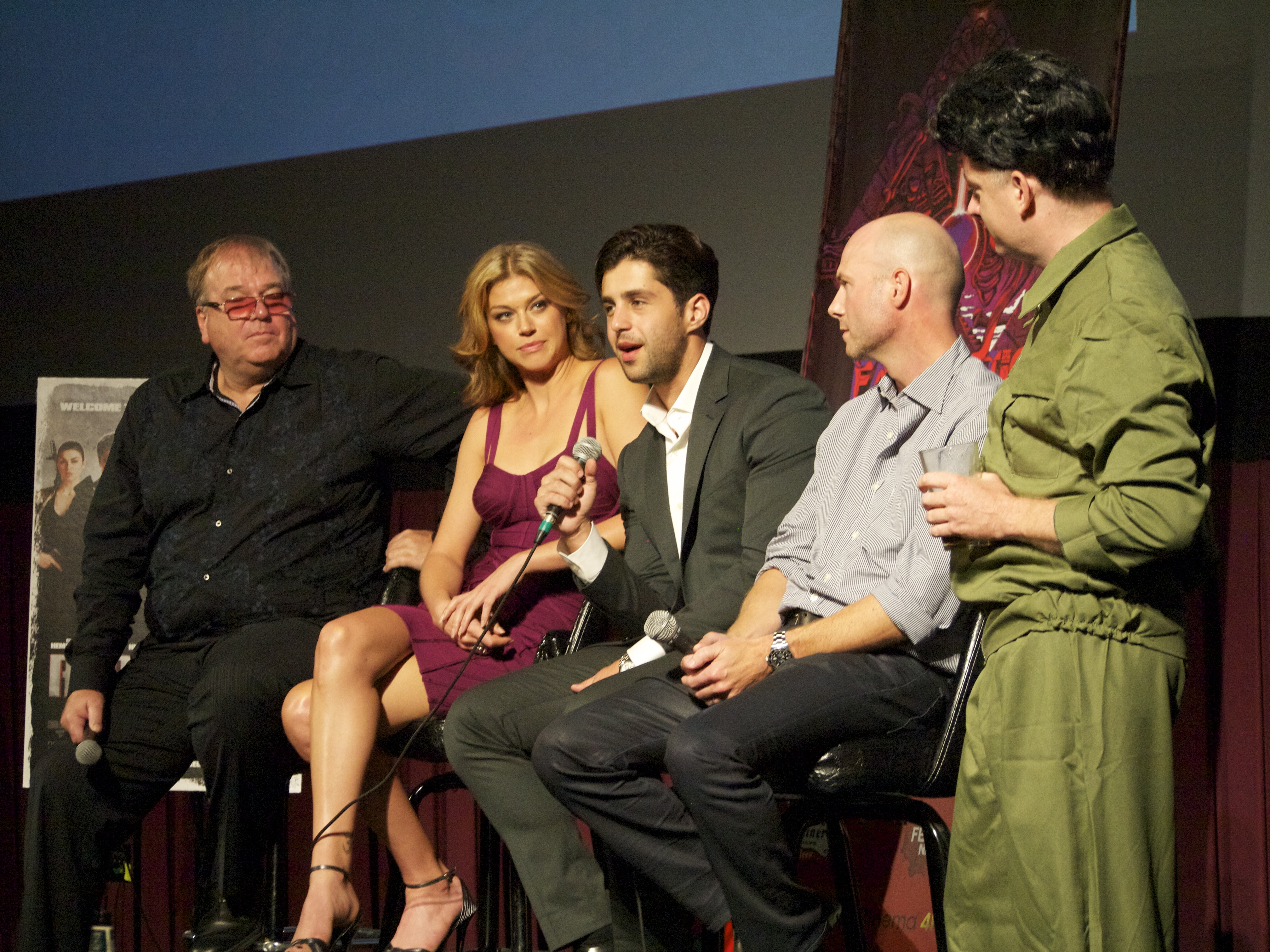
Cast en crew bij de première van Red Dawn

Red Dawn is een Amerikaanse actiefilm uit 2012 onder regie van Dan Bradley. De productie is een remake van de gelijknamige film uit 1984, waarin de Verenigde Staten wordt aangevallen door de Sovjet-Unie en een aantal communistische bondgenoten. In deze remake is de vijand Noord-Korea dat samen met Rusland en mogelijk een aantal andere Aziatische landen de VS binnenvallen.

## Verhaal
De film speelt zich af in een alternatieve variant van waarschijnlijk 2009 en begint net zoals de originele film met een proloog; waarin wordt uitgelegd dat er nieuw groot bondgenootschap van Aziatische staten is ontstaan waarbij ook Rusland zich heeft aangesloten. Dit bondgenootschap met vooraanstaand lid Noord-Korea neemt meteen een zeer intimiderende houding aan tegen de VS en zijn bondgenoten in Azië en het Midden-Oosten. Als reactie hierop besluit de VS om zijn militaire aanwezigheid in Azië flink uit te breiden en daarmee het aantal Amerikaanse militairen in de VS en waarschijnlijk ook in Europa aanzienlijk te doen verminderen. Daarbij wordt de economische crisis in de VS nog wat verergert door een aantal cyber-aanvallen afkomstig van onbekende lidstaten van het bondgenootschap.
Jed Eckert is een militair op groot verlof en voor het eerst in jaren is hij weer terug in zijn geboorte-stad waar hij zijn broer Matt en zijn vader opzoekt, blijkbaar om de familie-banden aan te halen. De volgende morgen worden Matt en Jed wakker door het geluid van explosies, als de twee buiten komen blijken er overal parachutisten te worden neergelaten uit transportvliegtuigen. Bij Jed en Matt dringt al snel door dat hun stad wordt aangevallen door een vijandelijk leger en ze kunnen maar te nauwer nood ontsnappen naar een klein huisje in de bossen waar later nog een groep tieners zich bij hun voegt.
De Noord-Koreanen komen er al snel achter waar de groep uithangt en hun commandant gaat met een hele legereenheid naar het huis toe en vermoordt daar de vader van Jed en Matt. Hierop besluit Jed om wraak te nemen voor de moord op zijn vader door middel van een guerrillaoorlog te gaan voeren met natuurlijk de groep tieners die na enige oefeningen met vuurwapens hiermee instemmen. De groep - zij noemen zich de Wolverines - behaalt al snel succes in hun strijd tegen de bezetters maar de Noord-Koreanen ontdekken de schuilplaats van de groep en verwoesten die volledig waarbij ook enkele van de groep gedood worden. Hierop besluiten Jed en Matt om zich met de groep verder de bossen in te trekken.
Kort daarna komen de Wolverines een groep van Amerikaanse mariniers tegen; die leggen uit dat zij op zoek zijn naar een koffer die zeer geavanceerde communicatieapparatuur in zich heeft; de Noord-Koreaanse commandant gebruikt die voor contact met het opperbevel in Noord-Korea en met zijn collega veld-commandanten in het bezette VS. De Wolverines besluiten om de mariniers te helpen met hun zoektocht naar de koffer die haast wel zeker in het hoofdkwartier van de bezettingsmacht moet liggen - het politiebureau. Na een succesvolle aanval op dit gebouw, waarbij de Noord-Koreaanse commandant gedood wordt door Jed, worden de Wolverines zelf ook aangevallen door Russische en Noord-Koreaanse soldaten, die Jed doden maar er niet in slagen de Wolverines helemaal te omsingelen, waardoor die en de mariniers met de koffer kunnen ontsnappen naar een veilige plek in de bossen. De mariniers vertrekken dan met een helikopter en de overgebleven leden van de groep Wolverines besluit door te gaan met de strijd - onder leiding van Matt.

## Rolverdeling
- Chris Hemsworth      -  Jed Eckert
- Josh Peck           -  Matt Eckert
- Brett Cullen        -  Tom Eckert, vader van Jed en Matt
- Alyssa Diaz          -  Julie Goodyear
- Will Yun Lee        -  Noord-Koreaanse commandant
- Michael Beach       -  burgemeester Jenkins
- Jeffrey Dean Morgan  -  marinier Andrew Tanner

## Achtergrond
Red Dawn is het regiedebuut van Dan Bradley.
In het originele script van Red Dawn was er sprake van een massale aanval vanuit China op de VS. Er werd besloten dit te veranderen en Noord-Korea als de voornaamste agressor te nemen, zodat Red Dawn ook in China zou kunnen worden uitgebracht.
Deze remake werd slecht ontvangen door film-critici en ook door de liefhebbers van de originele film; maar bij het gewone publiek werd Red Dawn - 2012 wat meer gewaardeerd.